# 만요가나
한자(칸지)
가나
- 히라가나
  - 헨타이가나
- 가타카나
- 만요가나

사용법
- 후리가나
- 오쿠리가나

로마자 표기법(로마지)
- 헵번식
- 훈령식 (ISO)
- 일본식 (전자법)

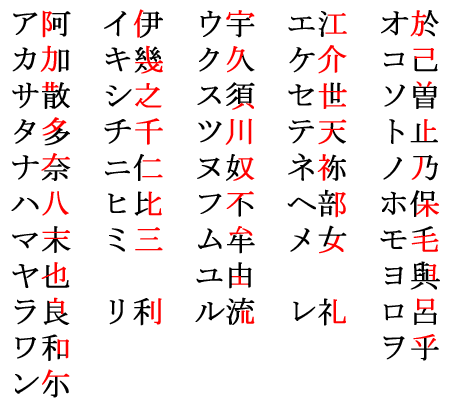

만요가나(일본어: 万葉仮名)는 가나의 일종으로, 주로 고대 일본어를 표기하기 위해서 한자의 음을 빌려 쓴 문자이다. 「만엽집」(万葉集)의 표기에 만요가나가 사용된 연유로 이러한 이름이 되었다. 마가나(일본어: 真仮名), 가리지(일본어: 借字)라고도 한다. 가차 문자(假借文字)의 일종이다.

## 개요
해서를 쓰지 않고 행서로 표현한 한자의 한 글자 한 글자를 그 뜻에 관계 없이 한 음절의 표기를 위해 이용하는 것이 만요가나의 가장 큰 특징이다. 만엽집을 일종의 정점으로 하기 때문에 이렇게 불린다. 『고지키』나 『니혼쇼키』의 가요나 주석 등의 표기도 만엽집과 같다. 『고지키』에는 오음이, 『니혼쇼키』 α군에는 한음이 반영되어 있다.
에도 시대의 학자 슌토 쇼닌(春登上人)은 『만요요지카쿠』(万葉用字格, 1818년) 안에서, 만요가나를 오십음도 순으로 정리하여 '정음'(正音), 약음(略音), 정훈(正訓), 의훈(義訓), 약훈(略訓), 약훈(約訓), 차훈(借訓), 희서(戱書) 등으로 분류했다. 만요가나의 자체를 그 글자의 구성에 의해 분류하면, 『고지키』와 『니혼쇼키』, 『만요』를 통해 그 수는 973가지에 달한다.

## 종류
만요슈는 전체 문장이 한자로 쓰여 있고, 한문어순으로 구성되어 있다. 그러나 노래는 일본어 어순으로 구성되어 있다. 노래는, 표의적으로 한자로 표현한 것이나, 표음적으로 한자를 표현한 것이나, 표의나 표음 두가지를 나타낸 것이나 문자를 사용하지 않는 경우 등 사용 방법이 다양하다.
만요슈가 편찬될 무렵에는 아직 가나는 만들어지지 않았기 때문에 신라의 향찰이나 이두와 사실상 마찬가지로, 만요슈에서는 만요가나라고 불리는 독특한 표기법을 사용했다.
만요슈는 삼국 시대에서 사용했던 한자의 음훈의 사용과 사실상 마찬가지로, 한자의 의미와는 관계없이 한자의 음훈 만을 차용해서 일본어로 표기하려고 했던 것이다. 이러한 의미에서 만요 가나는 한자를 이용하면서도, 최초로 일본에서 최초로 문자로 쓰여진 글이자, 일본인을 위해서 문자로 정착된 첫 번째 책이다.
만요가나는, 나라 시대 말에 문자의 모양이 조금씩 바뀌었고 획이 적은 문자를 많이 사용하게 되었다. 헤이안 시대로 오면 그 경향이 계속 나타나면서, 경제적으로는 효율성있고 간략한 문자가 계속 쓰이게 되고, 문자 형태를 계속 간략화(草略)하거나 일부 문자를 생략(省画)해서 만들어졌다. 그렇게 해서 "히라가나"와 "가타카나"가 창조되었다.
현재에도 일본에서 만요가나는 각 지역에서 사용되고, 지명에서는 거의 대부분 만요 지명에서 유래된 것이 많이 있다.

## 만요가나의 역사
만요슈나 니혼쇼키에 등장하는 표기의 원래 모습은 갖추어져 있어서 만요가나가 언제 만들어졌는지는 밝혀내지 못했었다. 쇼소인에 남겨진 문서나 목간 자료의 발굴 등에 의해 만요가나는 7세기 경에는 만들어졌다고 볼 수 있다. 실제로 사용이 확인된 자료 중 가장 오래된 것은, 오사카시 주오구의 나니와궁(難波宮) 터에서 발굴된 652년 이전의 목간이다.
| “ | 皮留久佐乃皮斯米之刀斯 | ” |

와카의 첫머리라고 볼 수 있는 11글자가 기록되어 있다.
헤이안 시대에는 만요가나를 기반으로 하여 히라가나와 가타카나가 만들어졌다. 히라가나(여자)가 등장하자, 그에 대한 구 만요가나는 남자로 불렸다.

## 종류
1. 자음을 빌린 것: 샤쿠온가나(借音仮名)
  - 한 자가 한 음절을 나타내는 것
    - 全用　以（い）、呂（ろ）、波（は）、…
    - 略用　安（あ）、楽（ら）、天（て）、…

  - 한 자가 두 음절을 나타내는 것
    - 信（しな）、覧（らむ）、相（さが）、…
2. 자훈을 빌린 것: 샤쿤가나(借訓仮名)
  - 한 자가 한 음절을 나타내는 것
    - 全用　女（め）、毛（け）、蚊（か）、…
    - 略用　石（し）、跡（と）、市（ち）、…

  - 한 자가 두 음절을 나타내는 것
    - 蟻（あり）、巻（まく）、鴨（かも）、…

  - 두 자가 한 음절을 나타내는 것
    - 嗚呼（あ）、五十（い）、可愛（え）、…

## 만요가나음표
|              | ア행             | カ행               | サ행                                                       | タ행                 | ナ행                         | ハ행                                     | マ행                         | ヤ행               | ラ행           | ワ행                       | ガ행               | ザ행                     | ダ행                 | バ행           |
| ア단         | 阿安英足         | 可何加架香蚊迦     | 左佐沙作者柴紗草散                                         | 太多他丹駄田手立     | 那男奈南寧難七名魚菜         | 八方芳房半伴倍泊波婆破薄播幡羽早者速葉歯 | 万末馬麻摩磨満前真間鬼       | 也移夜楊耶野八矢屋 | 良浪郎楽羅等   | 和丸輪                     | 我何賀             | 社射謝耶奢装蔵           | 陀太大嚢             | 伐婆磨魔       |
| イ단（甲類） | 伊怡以異已移射五 | 支伎岐企棄寸吉杵來 | 子之芝水四司詞斯志思信偲寺侍時歌詩師紫新旨指次此死事准磯為 | 知智陳千乳血茅       | 二人日仁爾迩尼耳柔丹荷似煮煎 | 比必卑賓日氷飯負嬪臂避匱                 | 民彌美三水見視御             |                    | 里理利梨隣入煎 | 位為謂井猪藍               | 伎祇芸岐儀蟻       | 自士仕司時尽慈耳餌児弐爾 | 遅治地恥尼泥         | 婢鼻弥         |
| イ단（乙類） | 伊怡以異已移射五 | 貴紀記奇寄忌幾木城 | 子之芝水四司詞斯志思信偲寺侍時歌詩師紫新旨指次此死事准磯為 | 知智陳千乳血茅       | 二人日仁爾迩尼耳柔丹荷似煮煎 | 非悲斐火肥飛樋干乾彼被秘                 | 未味尾微身実箕               | 疑宜義擬           | 里理利梨隣入煎 | 位為謂井猪藍               | 備肥飛乾眉媚       | 自士仕司時尽慈耳餌児弐爾 | 遅治地恥尼泥         |                |
| ウ단         | 宇羽于有卯烏得   | 久九口丘苦鳩来     | 寸須周酒州洲珠数酢栖渚                                     | 都豆通追川津         | 奴努怒農濃沼宿               | 不否布負部敷経歴                         | 牟武無模務謀六               | 由喩遊湯           | 留流類         |                            | 具遇隅求愚虞       | 受授殊儒                 | 豆頭弩               | 夫扶府文柔歩部 |
| エ단（甲類） | 衣依愛榎         | 祁家計係價結鶏     | 世西斉勢施背脊迫瀬                                         | 堤天帝底手代直       | 禰尼泥年根宿                 | 平反返弁弊陛遍覇部辺重隔                 | 売馬面女                     | 曳延要遥叡兄江吉枝 | 礼列例烈連     | 廻恵面咲                   | 下牙雅夏           | 是湍                     | 代田泥庭伝殿而涅提弟 | 弁便別部       |
| エ단（乙類） | 衣依愛榎         | 気既毛飼消         | 世西斉勢施背脊迫瀬                                         | 堤天帝底手代直       | 禰尼泥年根宿                 | 閉倍陪拝戸経                             | 梅米迷昧目眼海               | 曳延要遥叡兄江吉枝 | 礼列例烈連     | 廻恵面咲                   | 義気宜礙削         | 是湍                     | 代田泥庭伝殿而涅提弟 | 倍毎           |
| オ단（甲類） | 意憶於應         | 古姑枯故侯孤児粉   | 宗祖素蘇十                                                 | 刀土斗度戸利速       | 努怒野                       | 凡方抱朋倍保宝富百帆穂                   | 毛畝蒙木問聞                 | 用容欲夜           | 路漏           | 乎呼遠鳥怨越少小尾麻男緒雄 | 吾呉胡娯後籠児悟誤 | 俗                       | 土度渡奴怒           | 煩菩番蕃       |
| オ단（乙類） | 意憶於應         | 己巨去居忌許虚興木 | 所則曾僧増憎衣背苑                                         | 止等登澄得騰十鳥常跡 | 乃能笑荷                     | 凡方抱朋倍保宝富百帆穂                   | 方面忘母文茂記勿物望門喪裳藻 | 与余四世代吉       | 呂侶           | 乎呼遠鳥怨越少小尾麻男緒雄 | 其期碁語御馭凝     | 序叙賊存茹鋤             | 特藤騰等耐抒杼       | 煩菩番蕃       |

## 같이 보기
- 이두